# Временный военно-административный совет
Вре́менный вое́нно-администрати́вный сове́т (ВВАС), также известный как Дерг (амх. ደርግ — совет, комитет) — высший коллегиальный орган государственной власти в Эфиопии в 1974—1987 годы.
Высший орган ВВАС — съезд ВВАС. Он избирал Центральный комитет из 32 членов и Постоянный комитет из 16 членов, определял основные направления внутренней и внешней политики, утверждал бюджеты, планы развития, определял задачи обороны, государственной безопасности, ратифицировал договоры, принимал решения о создании или ликвидации государственных органов и общественных организаций, объявлял войну или чрезвычайное положение, назначал или увольнял членов ВВАС и т. д. Центральный комитет ВВАС осуществлял общее руководство внутренней и внешней политикой, а Постоянный комитет ВВАС — политико-идеологическое руководство и контроль над выполнением Программы национально-демократической революции. Глава государства и правительства — председатель ВВАС.
В 1987 после принятия новой конституции страны ВВАС был упразднён, его функции перешли к Национальному Собранию, Государственному Совету и президенту Народно-Демократической Республики Эфиопии.

## Председатели ВВАС
- Аман Микаэль Андом, 12 сентября 1974 — 17 ноября 1974;
- Менгисту Хайле Мариам, 17 ноября 1974 — 28 ноября 1974;
- Тэфэри Бенти, 28 ноября 1974 — 3 февраля 1977;
- Менгисту Хайле Мариам, 11 февраля 1977 — 10 сентября 1987.